# Sampola (bâtiment)
Sampola est un bâtiment situé dans le quartier Liisankallio de Tampere en Finlande.

## Présentation
L'édifice été conçu par les architectes Timo Penttilä et Kari Virta et achevé en 1960 appartient à la ville de Tampere.
Sampola est situé dans le quartier de Liisankallio le long de la rue Sammonkatu.
De nos jours, le bâtiment abrite l'institut des travailleurs de Tampere (fi), la bibliothèque de Sampola (fi) et le lycée de Tammerkoski (fi)
Le métro léger reliant le centre de Tampere à Hervanta circulera au milieu de Sammonkatu dès 2021.